# ختم أسطواني

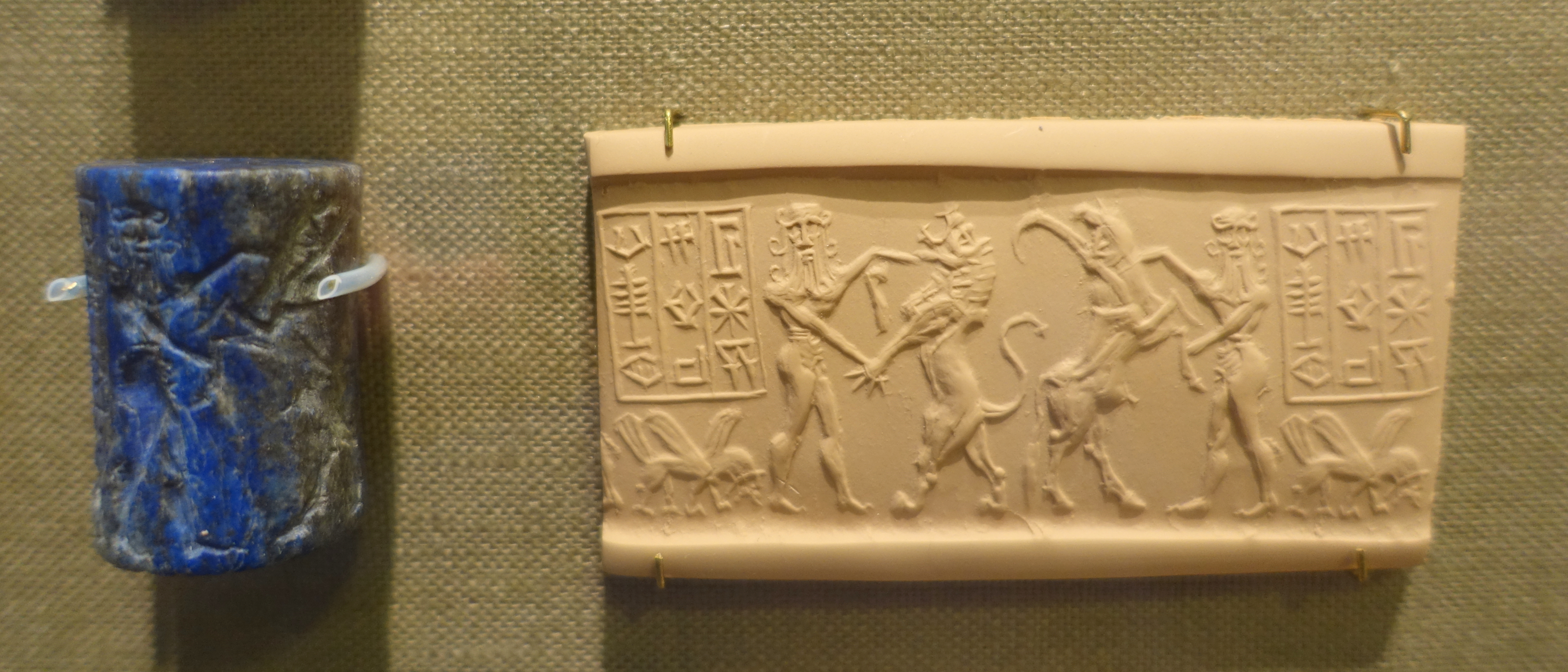
العقاد الصدغي (حوالي 2330-2200 ق قبل الميلاد) ختم لفة من اللازورد مع لفة حديثة ، شيكاغو ، المعهد الشرقي

ختم أُسْطوانيّ هو ختم على هيئة أُسْطُوانَة، زودّ بدنه الخارجي بأشكال محفورة، تترك دحرجته على مادة قابة للتشكل (من الطين مثلًا) طبعة على شكل شريط اشكال مستمر. في الحالة العادية، كانت الأختام مصنوعة من الحجر أو الأحجار الكريمة (خاصة الجزع، اللازورد، العقيق) أو الأحجار المنتجة بشكل مصطنع (خزف الكوارتز، انظر فاينس). صنعت جميع الأختام الأسطوانية تقريبًا باستخدام تقنية النقش الغائر، مما يعني أن التصوير نُفذ بشكل غائر ليظهر الانطباع في نقوش نافر. جرى اختراع الختم الأسطواني في جنوب بلاد ما بين النهرين / جنوب غرب إيران في النصف الثاني من الألفية الرابعة قبل الميلاد وبقي شكل الختم المهيمن للشرق القديم حتى الألفية الأولى قبل الميلاد. من هذه المنطقة انتشرت هذه التقنية، إذ تظهر أيضًا أختام أسطوانية منتجة محليًا في مصر في ففترة المملكة القديمة إلى المملكة الوسطى وكذلك في منطقة ثقافة السند. خارج هذه المناطق، تظهر اسطوانات لتزيين الفخار في أزمنة مختلفة وفي مناطق مختلفة (البلقان، إيطاليا، عبر القوقاز، أمريكا اللاتينية)، لكن هذه لم يكن لها وظيفة الختم.

## الشرق الأدنى
ظهرت الأختام الاسطوانية لأول مرة في الشرق الأوسط عمليا في نفس الوقت الذي نشأت فيه الكتابة المسمارية في أواخر فترة أوروك (حوالي 3400 قبل الميلاد). وتبقى على اتصال وثيق بنظام الكتابة المسمارية ووسيط الكتابة اللوح الطيني. وسرعان ما حلت محل ألأختام المسطحة التي كانت شائعة حتى ذلك الحين. وفقط مع انتشار الأبجدية المكتوبة على ورق البردي في النصف الأول من الأول الألفية قبل الميلاد عادت الأختام المسطحة لظهرو مرة أخرى بشكل متكرر في بلاد ما بين النهرين وسوريا. في الفترة الأخمينية (550-330 ق.م) خرج الختم الاسطواني في الشرق الأدنى من الاستعمال. عادة ما تكون أالختام الأسطوانية الشرق أوسطية بطول 2 إلى 8 سم وقطر من 1 إلى 3 سم. وعادة ما تثقب بالطول. وصلت العديد من الأختام الاسطوانسة التي يحتفظ بها في المتاحف والمجموعات اليوم إلى هناك من خلال تجارة الفن، وبالتالي من المرجح أنها كشفت في عمليات نهب الآثار والحفر غير الشرعي. لذلك تفتقر هذه الأختام إلى السياق الأثري. غالبًا ما يكون تصنيفها الزمني ممكنًا من خلال التصنيف الأسلوبي لتمثيلها أو قراءة أي نقش قد يكون موجودًا عليها.

### ايقونغرافيا
نجا عدد كبير جدًا من الأختام الأصلية وطبعات الأختام من الشرق القديم، لكون كبار الموظفين ومنذ لنصف الثاني من آلافا لثالث ق م أفراد عاديين، كان لديهم بشكل متزايد ختم اسطواني واحد على الأقل، والذي غالبًا ما يتم يبقى جيدًا نظرًا لمتانة مادته. كما أن طبعات الختم على الطين متينة للغاية بمجردانطمارها بالأرض. لذلك، تعد صور الأختام المصدر الأكثر شمولاً لأيقونات الشرق القديم.

#### فترة أوروك (حوالي 3500-3000 ق.م)

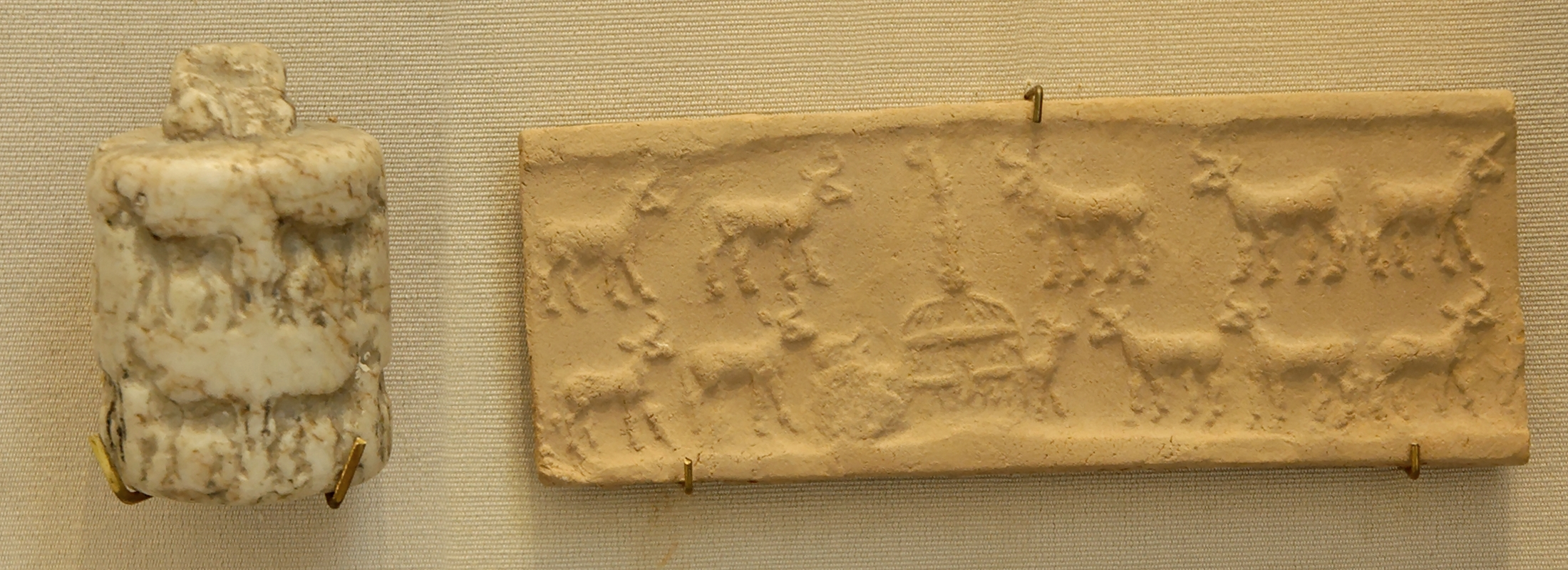
ختم اسطواني من فترة أوروك وطبعته، اللوفر

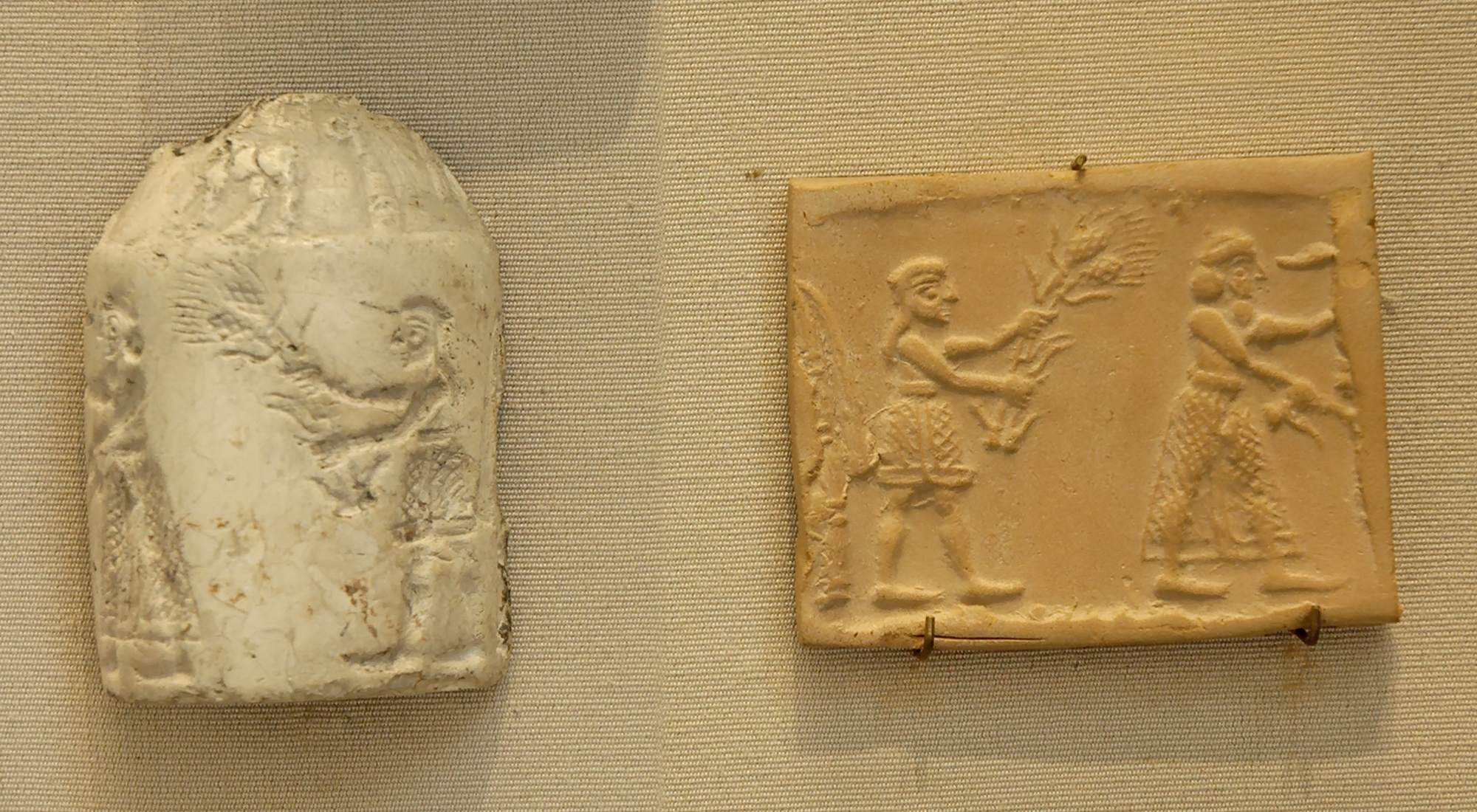
شظية ختم اسطواني من فترة أوروك وطبعته ، يظهر "رجل بتنورة شبكية" يليه خادم. اللوفر

كانت الأختام الاسطوانية في فترة أوروك تتكون في الغالب من الحجر الجيري أو الأحجار الناعمة الأخرى وغالباً ما تكون كبيرة جدًا مقارنة بالأختام الاسطوانية من فترات لاحقة. في نهاية فترة أوروك، استخدامت الصخور الصلبة أحيانًا. مثل اللازورد، الذي جاء من بدخشان البعيدة.
غالبًا ما وجد من بين الأختام الاسطوانية في فترة أوروك نماذج بمقبض برونزي بهيئة حيوان، والذي صب باستخدام قالب هالك. كما ووثقت نماذج بقطع عظمية مشكلة كمقبض.
في الغالب صُورت الحيوانات المستأنسة (الأبقار والأغنام والماعز)، والتي كانت جزءًا مهمًا من اقتصاد فترة أوروك، ولكن أيضًا تظهر كائنات أسطورية (خاصة التنين الثعبان)، وزخارف وأنماط هندسية. التصوير البشري الأكثر لفتا للنظر يُظهر ما يسمى «رجل التنورة الشبكية»، يفسر على أنه تمثيل لحاكم، يظهر فيه رجل ملتح وبشعر معقود وبربطة شعر عريضة. الجزء العلوي من الجسم عارٍ. يرتدي تنورة شبه شفافة بطول الكاحل بزخرفة تشبه الشبكة، يظهر هذا الشخص في سياقات مختلفة، مثل الشعائر في المعابد، والمواكب الطقسية، أو يحمل نباتات في يديه ويقف بين قطعان الماشية، أو في مشاهد الصيد وفي تصوير عمليات أسر الأعداء. وُثق تصويرات الأسرى أمام «الرجل بالتنورة الشبكية» على أختام اسطوانية في مواقع قليلة فقط (سوسا وأوروك وحبوبة الكبيرة وچغامیش) وهذا المشهد يعد واحدة ا من الشهادات النادرة على تسلسل هرمي اجتماعي.
طُرح في الأبحاث أن هناك صلة بين زخارف صور الأختام الاسطوانية ونشاط مستخدميها. وبناء على ذلك، سيتم تعيين تصويرات الحيوانات في مجال تربية الماشية أو الصيد، وتمثيل القوارب لصيد السمك أو مجال التعامل مع المياه، وتمثيلات الاسرى لمجال غنائم الحرب و «الرجل في التنورة الشبكية» لمجال النشاط العبادي. في سوسا ، على سبيل المثال، عثر بالفعل على طبعات أختام اسطوانية تصور حصاد الحبوب في مباني مستخدمة كمخازن حبوب. بشكل عام، ومع ذلك، لا توجد لقايا كافية في سياقها الأثري الأساسي للتحقق من الأطروحة أعلاه.
خاصة قرب نهاية فترة أوروك، صنعت أختام اسطوانية ذات سطح خارجي منحوته لشكل مقعر، والتي لا تزال تصويراتها تظهر في كثير من الأحيان آثار المثقاب الكروية المستخدمة لتصنيعها. موضوعات هذه الأختام هي صفوف بسيطة من الحيوانات وعادة ما يكون أشخاص جالسين (معظمهم من النساء) يظهرون في الأنشطة المنزلية أو الزراعية.

#### عصر فجر السلالات (حوالي 3000-2330 ق.م)

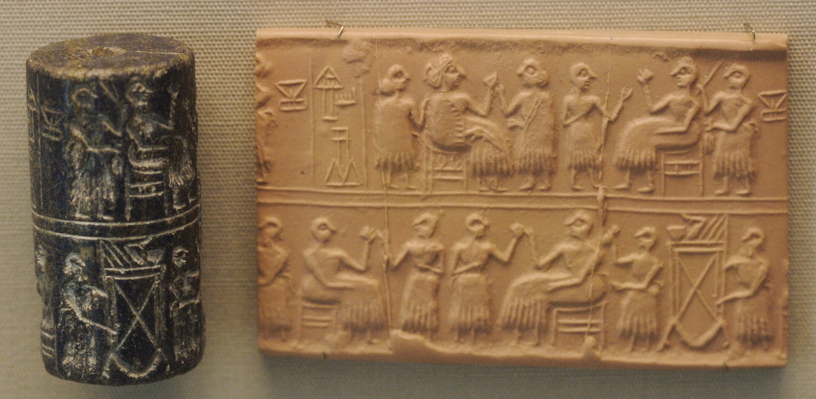
ختم اسطواني وطبعنه حديثًا من قبر الملكة بوابي ، أور ، حوالي 2450 قبل الميلاد. المتحف البريطاني

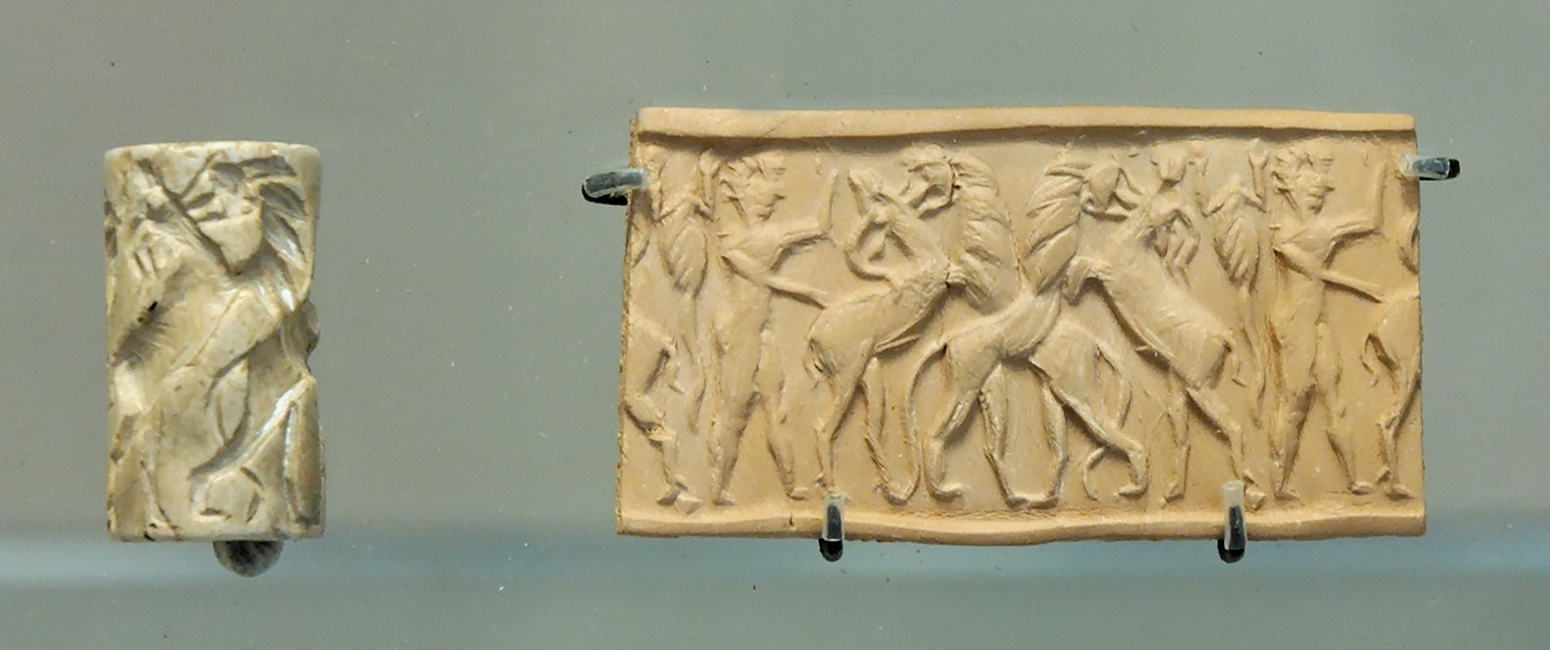
ختم اسطواني من ماري وطبعنه حديثًا: مشهد صراع الحيوانات كشريط أشكل، حوالي القرن 25 قبل الميلاد، اللوفر

كانت الأختام الاسطوانية في عصر فجر السلالات مصنوعة في الغالب من الحجر أو الأحجار شبه الكريمة أو المعدن، على الرغم من أن الأخير لم يكن مناسبًا بشكل خاص، إذ لم تكن دحرجتها تعطي صورة واضحة دائمًا ولم تكن مقاومة بشكل خاص.
في بداية عصر فجر السلالات، ظهرت الأختام (المصنوعة أساسًا من الحجر الصابوني) بتمثيلات نباتية هندسية مُبسطة. أكثر النماذج شيوعًا هو الوردة، والتي غالبًا ما تكون محاطة بشرائط أو خطوط دائرية. هناك أيضًا زخارف السلّم وأوراق نباتية مُبسطة ومجموعات من النقاط والمعينات. تظهر الأختام في هذا النمط حتى الآن مقتصرة على القرون الأول والثاني وحتى الثالث من الألف الثالث ق.م ومن الواضح أنه لم تعد تُنتج بعد ذلك.
أهم زخرفتان تلتا في عصر فجر السلالات هما صراع الحيوانات ومشاهد الولائم. في حين أن الزخرفة الرئيسية للأختام في عصر فجر السلالات المبكر كانت بشكل رئيسي الحيوانات مثل الكباش والغزلان والماعز وأحيانًا البشر بعشكل قليل، تطور هذا بمرور الوقت إلى مشاهد صراع الحيوانات. تمثل هذه اشتباكات بين أشخاص يحددون عادةً كأبطال وكائنات هجينة (مثل كوساريكو/ أنسان ثور) وحيوانات قطيع وحيوانات مفترسة (مثل الأسود). في معظم الحالات، تعرض هذه الصراعات على شكل شريط أشكال، إذ يظهر جميع المشاركين واقفين منتصبين على أرجلهم (الخلفية) بنفس الحجم. وهناك تداخلات منتظمة بين تصوير الشكلين. بقيت مشاهد صراع الحيوان هي الزخم الرئيسي في عصر فجر السلالات، إذ أصبح تصوير الحيوانات الآن أكثر دقة وبلاستيكًا (تجسيمًا) ولم يعد، كما كان من قبل، يختزل إلى مجموعة من الخطوط. علاوة على ذلك، تظهر تمثيلات الحيوانات والنباتات أقل شيوعًا في هذا الوقت مثل أنزو (نسرًا برأس أسد) بأجنحة ممدودة.
وثقت مشاهد الولائم الأولى  على الأختام الأسطوانية في نهاية عصر فجر السلالات، وكانت لا زالت في الغالب ذات نمط هندسي مبسط، والذي سيتم استبداله لاحقًا بنمط طبيعي. ومع ذلك، فإن التأريخ الدقيق صعب لأن مشاهد الولائم بالكاد تتغير بمرور الوقت. من المثير للجدل كيف يمكن تفسير مشاهد الوليمة أو المأدبة، إن كانت تلك النشاطات المصورة فعلًا دينيًا أو تاريخيًا أو ثقافيًا، أو ما إذا كانت المأدبة المعروضة مخصصة لحدث معين فقط، مثل وفاة أو ولادة شخص مهم.
في بعض الحالات، ينقسم سطح الختم إلى حقلين بخط مزدوج. ومن الممكن أن يكون نفس المشاهد أو مشهدين مختلفين في الحقلين .
في عصر فجر السلالات، زودت الأختام الأسطوانية بنقوش كتابية لأول مرة، تشير إلى المالك/المالكة، وأحيانًا المهنة و / أو السيد. يبدو أن حيازة واستخدام الختم قد اقتصرت على أعضاء الحكام والمسؤولين؛ الأفراد بشكل عام ليس لديهم أختام في هذه الفترة.
المواقع الهامة للأختام عصر فجر السلالات هي سوسا وأور وشوروبك ونيبور وإشنونا وخفاجة وتل غرب وماري وتل براك.

#### الفترة الاكدية (حوالي 2330-2150 ق.م)

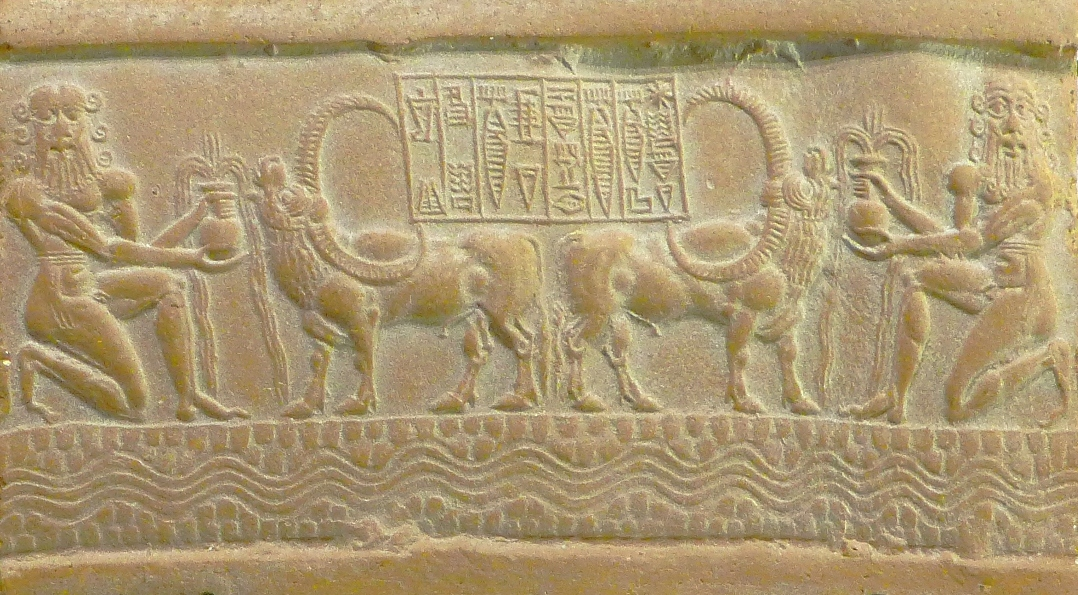
طيعة حديثة لختم إبني-شاروم ، كاتب الملك الاكدي شار كالي شاري ، اللوفر

بغزواته، أنشأ سرجون الاكدي أول إمبراطورية في الشرق الأدنى القديم. معه يبدأ عصر اكد، وفيه جرى تمثيل العديد من المواضيع والمشاهد غير المعروفة سابقًا في النحت، بحيث تكون ذخيرة زخارف النحت الاكدي أكبر من أي فترة أخرى في تاريخ الشرق الأدنى القديم. يعود تاريخ بعض أختام الاسطوانية عالية الجودة بشكل خاص إلى هذه الفترة. تختفي أختام الحقلين بالكامل تقريبًا. قسم بومر Boehmer النحت الأكدي إلى ثلاثة مستويات نمط متتالية (الأكدية I إلى III)، ويُرجع ذلك أساسًا إلى تطوير تمثيلات الصراع. في المرحلة الأولى، هناك تفكك لشريط الاشكال النموذجي في تصويرات عصر فجر السلالات إلى مجموعات فردية من المقاتلين. إلا أن الانتقال من نحت عصر فجر السلالات كان تدريجيًا، ومع ذلك، فإن التمييز بين أختام عصر فجر السلالات المتأخر وأختام العصر الأكدي المبكر في بعض الأحيان يكون صعبًا. مشاهد الصراع ثنائي تميز أيضًا مستويات الأنماط التالي، I و III.
بدءًا من النمط الأكدي II فصاعدًا، تظهر مجموعة الأشكال الزخرفية الأكدية كلها . غالبًا ما تصور مشاهد الصراع في الهواء الطلق من خلال تصوير النباتات والعناصر الطبيعية الأخرى. الزخارف الأخرى هي الأبطال لخمو، وكوساريكو الثور ذو الوجه البشري، والأسود، والثيران وجاموس الماء. ذيول الأسد على شكل حرف S نموذجية. عادة ما يعرض المقاتلين في مجموعات من اثنين،  مع وجود المرفقين عاموديًا في وضعية القتال. تُظهر المصنوعات عالية الجودة نحتًا عميقًا، وكثيرًا من العناية في تمثيل التفاصيل الفسيولوجية وديناميكية لم تتم ملاحظتها سابقًا.
يختفي مشهد المأدبة الذي سبق وانتشر في عصر فجر السلالات، ويظهر بدلاً منه ما يسمى مشهد التقديم  ، فيه يقترب مُصَلٍّ اومصلية من إله يجلس على عرش بمعية إله أدنى يقدمه. لأول مرة في العصر الاكدي، تظهر تمثيلات الآلهة كشخصيات تمثل أدوارًا، سواء في معارك الآلهة أو في المشاهد الأسطورية. بسبب إنشاء البانثيون الرسمي (مجمع الآلهة)، فإن زخارف الأختام الاسطوانية تشمل بشكل رئيسي الآلهة شمش وانكي وعشتار، والتي يمكن التعرف عليها من خلال سماتها ورموزها. تظهر إحدى الزخارف الأكثر استخدامًا إله الشمس شمش، وهو يخرج بين جبلين خلال شروق الشمس.اكتشفت العديد من أختام العصر الاكدي في العديد من المدن في جنوب بلاد ما بين النهرين (على سبيل المثال. في أور وإشنونة وجيرسو وماري وسوسا). غالبًا ما زودت الأختام بأغطية معدنية.

#### الفترة السومرية الجديدة (حوالي 2150-2000)

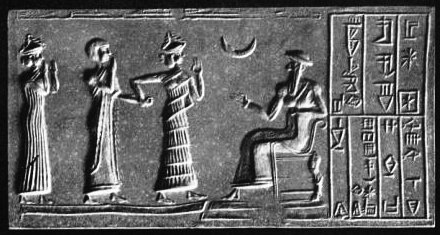
طبعة ختم أمير المدينة خشخامر ، السومرية الجديدة (حوالي 2100 ق.م) ؛ المتحف البريطاني

تمثل أختام كوديا أمير مدينة لجش وخدمه أكبر مجموعة من الأختام قابلة للتأريخ باحكام من الفترة ما بين نهاية السلالة الاكدية وعصر سلالة أور الثالثة. العديد من الأختام الأخرى تنسب إلى سلالة أور الثالثة.
يحدث تبسيط مؤكد للزخارف في العصر السومري الجديد، ومعظمها تعابير أو مشاهد تقديم. يقود فيها إلهه الحاكم أمام إله (رئيسي) جالس على عرش، يرافقه أحيانًا تصوير لما يسمى «إلهة الشفاعة» في الخلفية. يجلس الإله على العرش وينظر إلى اليسار. ويصور غالبية المصلين حليقي اللحية بيد يمنى مرفوعة. في مشاهد التقديم، يمكن استبدال الإله على العرش بتصوير الملك على العرش، الذي يتجه إليه المصلي والإله الذي يقدمه. ربما يرتبط هذا التغيير بدافع تأليه بعض الملوك (منذ شولجي) في ذلك الوقت، وإن وثق بالفعل من عهد أور نمو (غير المؤله). في كثير من الحالات، يصور الهلال رمزًا لإله القمر سن، إله مدينة أور، فوق يد الإله المتوج أو الملك المؤله. يمكن أيضًا العثور على مشاهد صراع الحيوان مع أو بدون الأبطال الستة، لكنها نادرة بشكل عام.
بشكل عام، يمكن ملاحظة أن الأنماط المحلية تتناقص بشكل ملحوظ في هذه الفترة .
خلال هذه الفترة، بدأ استخدام الأختام الأسطوانية كتأكيد على فعل قانوني (مشابه للتوقيع اليوم)، لذلك منذ هذه الفترة فصاعدًا، اكتشفت العديد من طبعات الأختام على ألواح الطين وأغطية الطين. كانت حيازة الأختام الأسطوانية أمر شائع أيضًا للأفراد العاديين خلال هذا الوقت.

#### الفترة البابلية القديمة (حوالي 2000-1600 ق.م)

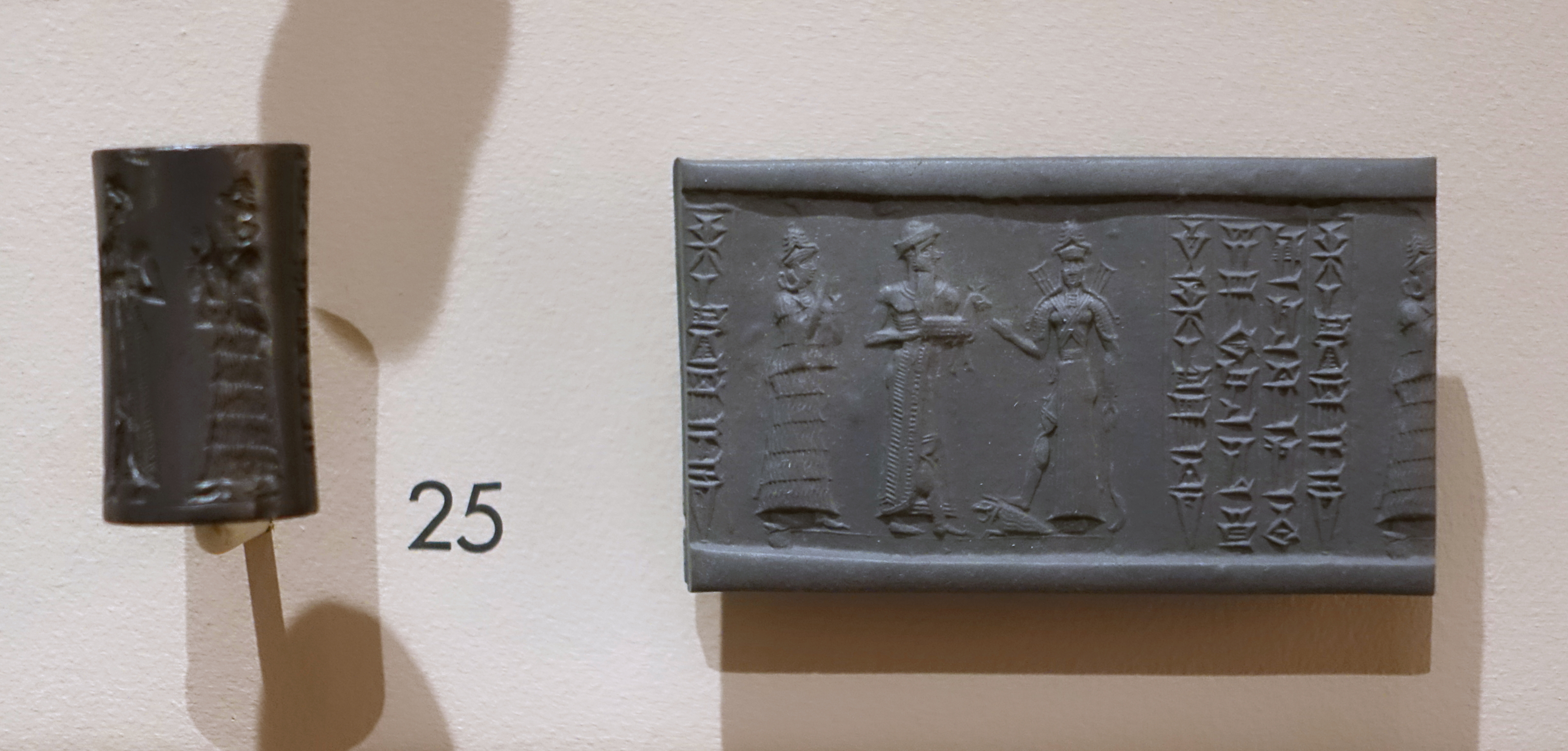
ختم اسطواني من الفترة البابلية القديمة: الملك كمتضرع لعشتار المحاربة، حوالي 2000-1600 ق.م - متحف هارفارد للساميات

يمكن تمييز ثلاثة موضوعات في أختام الفترة البابلية القديمة: مشهد التقديم، ومشهد التضرع، وصراع الحيوان. الاثنان الأولان متشابهان للغاية، في كلاهما يتقدم الحاكم أمام إله، غالباً ما يكون مصحوبًا بإله آخر أو كاهن. الحاكم دائمًا ما يكون له لحية ويرتدي قبعة عريضة الحواف كغطاء رأس تقليدي، وأحيانًا يرتدي تنورة بطول الركبة، وأحيانًا رداء طويل. في مشهد التقديم، يٌقاد الحاكم أمام إله، وفي مشاهد التضرع، عادة ما يحمل جديًا كأضحية في ذراعه أو يسكب مشروب أضحية أمام الإله، الذي غالبًا ما يكون إله الشمس. مشاهد صراع الحيوان ليست كثيرة بشكل خاص. عادة، يهاجم فيها أسد وأسد-غريفين الماعز والإنسان، ولكن غالبًا ما يظهر البطل ذو خصلاتت الشعر الستة يحارب الحيوانات المفترسة. بالإضافة إلى زخارف الحكام، الآلهة، الماعز، الأسود والأسد-غريفين، تظهر أيضًا رموز الآلهة وزخارف تعبئة. أما بالنسبة لتوزيع الأشكال، فتظهر المشاهد في حقل واحد فقط. تنخفض التمثيلات التصويرية ببطء مقارنة بالأختام السابقة، في حين يستخدم المزيد من الرموز كتبسيط. بالإضافة إلى ذلك، يصبح النقش الكتابي أكثر أهمية بشكل ملحوظ لأنه يشغل مساحة أكبر. تستخدم الأختام أسلوبًا خطيًا للغاية بالتوافق مع مثقب كروي، وعادة ما يكون هناك القليل من التفاصيل. لم تكن الاختلافات في الأسلوب محلية فحسب، بل تأثرت أيضًا بالحاكم حينها. فمن بين أمور أخرى، اكتسبت النقوش الكتابية بعهد نارام سين حاكم اشنونا أهمية كبيرة، بينما اختفى مشهد التقديم بعهد إبال-في-إل الثاني وحمورابي الأول تقريبًا. علاوة على ذلك ، تذبذبت أهمية الأساطير على الأختام محليًا وتبعًا للحكام.
في العصر البابلي القديم، صنعت الأختام الاسطوانية من الهيماتيت بأعداد كبيرة لأول مرة. اكتشفت الأختام والطبعات الأصلية من العصر البابلي القديم من بين أماكن عدة في أور، سيبار، إيسين، لارسا، إشنونا، ماري، تل ليلان وتوتول.

#### الفترة الكاشية (نحو 1600-1150 ق.م)

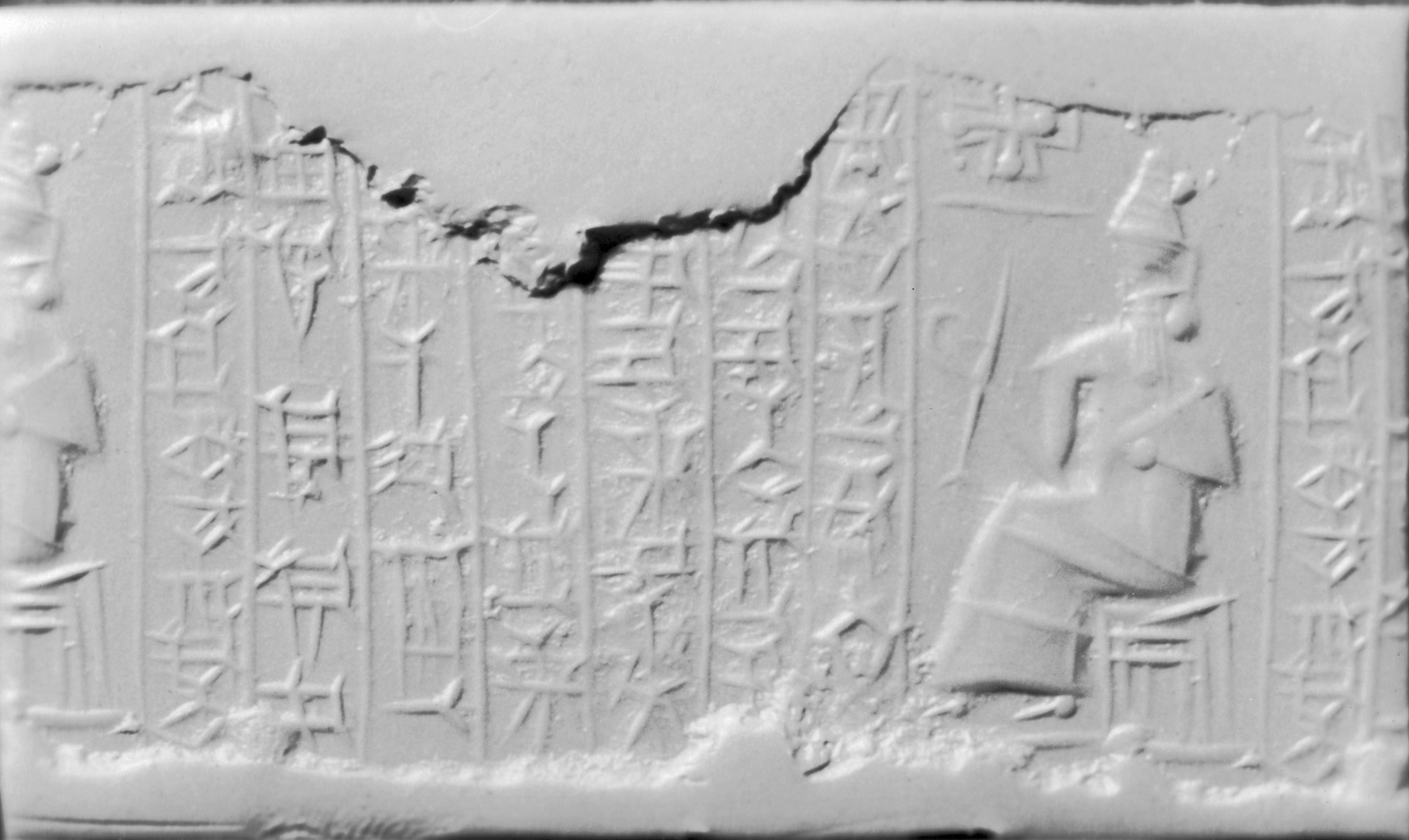
طبعة حديثة لختم أسطواني على الطراز الكاسشية ، متحف والترز للفنون

تفصل بين الفترة الكاشية والفترة البابلية القديمة فجوة في التأريخ. هناك طرق لتحديد هذه الفجوة من خلال لوح فينوس لأمي صادوقا. نهج آخر ينطوي على مقارنة أسلوبية للأختام الأسطوانية من الفترة الكاشية مع تلك التي من الفترة البابلية القديمة. يشير هذا النهج إلى فترة زمنية قصيرة.
لذلك على سبيل المثال يمكن رؤية الختم الاسطواني رقم BM89853  في تعاقب مباشر لأختام الفترة البابلية القديمة ، والتي تظهر للملك يحمل صولجانًا يقف مقالبلًا لإله الذي يرفع يديه، لكن الملك يرتدي رداءًا مختلفًا والأشخاص أطول. هذا يخلق مساحة كافية للنقش الكتابي الطويل بجوار المشهد.
تتميز الأختام الأسطوانية الكاشية بالنقوش الطويلة بشكل خاص ، ومعظمها نصوص صلاة موجهة إلى الآلهة. نظرًا لطول النص ، لم يكن هناك سوى مساحة صغيرة للتمثيلات التصويرية ، وهذا هو السبب في أنها كانت تقتصر غالبًا على بعض الشخصيات الممطوطة. شمل الأشخاص الذين تم تصويرهم كلاً من الآلهة والمتضرعين ، الذين يمكنهم في بعض الحالات إظهار صاحب الختم المعني. الجديد في الفترة الكاشية هو التمثيل الرمزي للصليب المؤطر (ما يسمى صليب كاشي )، الذي يمثل الشمس أو إله الشمس شمش. تشمل الرموز الأخرى الشمس المجنحة وأبو الهول ، مما يشير إلى تأثير مصري.
يمثل ختم كيدين-مردوخ أحد موظفي بورنا بورياش ختمًا أسطوانيًا مميزًا في ذلك الوقت، والذي اكتشف في طيبا في اليونان. يظهر الختم إله الخصوبة والماء ، الذي يرتفع بين جبلين ينمو عليهما الزهور والأشجار. يحمل سفينتين في يديه ، تتدفق منه المياه إلى سفينتين أخريين.

#### الفترة الميتانية (حوالي 1500-1340 ق.م)

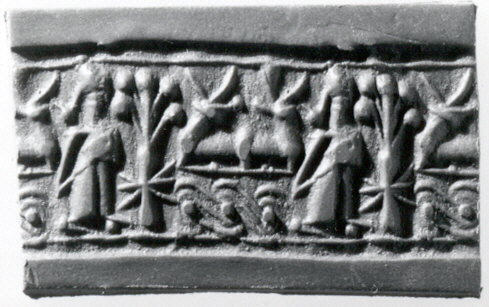
طبعة حديثة لختم أسطواني من فترة ميتاني مصنوع من خزف الكوارتز ، نيويورك ، متحف متروبوليتان للفنون

تُعرف أختام أسطوانية عديدة وطبعات أختام على ألواح طين وعلى سدادات من منطقة نفوذ إمبراطورية ميتاني. المجموعة الأكثر شمولاً هي طبعات الأختام على ما يقرب من 5000 لوح طيني من أرشيفات نوزي. في تعامله مع طبعات أختام أرشيفا نوزي ، ميزت بورادا Edith Porada بين نمط مشترك مصنوع نسبيًا بعجالة في الغالب ونمط متقن مصنوع بعناية. تميل الدراسات الحديثة إلى التمييز بين النمط الخطي والتجسيمي.
تصنع الأختام السائدة من النمط الخطي بالكامل من خزف الكوارتز ، وهي مادة منتجة بشكل مصطنع تم استخدامها لأول مرة على نطاق واسع لإنتاج الأختام. كما صنعت أختام خزف الكوارتز على الطراز الميتاني خارج المجال السياسي لنفوذ إمبراطورية ميتاني في فلسطين وقبرص مثلًا.
تمثل أختام النمط الخطي صفوفًا من الحيوانات أو الأشخاص ، بالإضافة إلى مجموعات من البشر أو الحيوانات أو المخلوقات الأسطورية مجمعة حول شكل نباتي مبسط أو قياسي . وتُظهر مشاهد ثانوية بشكل متكرر ، وعادة ما تكون مصحوبة بشريط مضفر. كصيرًا ما تُدور بعض الأشكال الحيوانية أو البشرية بمقدار 90 درجة أو 180 درجة. نادرًا ما وزدت الأختام الاسطوانية هذه بنقش كتابي. وبسبب الموادها كانت في متناول شريحة واسعة من السكان وعثر عليها بأعداد كبيرة.
تُظهر الأختام الأسطوانية ذات النمط المجسم، والتي تتكون في الغالب من الحجر الصلب (غالبًا الهيماتيت)، بشكل أساسي مشاهد تقديم وشعائر ، ولكن أيضًا معارك بالعربات. تُظهر مجموعة صغيرة من الأختام عالية الجودة ، والمعروفة فقط من طبعاتها، ثروة من الزخارف الموضوعة على سطح الختم دون خطوط اساسية، مثل الأبطال المهيمنين على الحيوانات والعفاريت والآلهة ، بالإضافة إلى الأسود مرتبة بشكل متماثل حول الشمس المجنحة. هذه الأختام تنتمي إلى أعضاء النخبة السياسية. أفضل مثال معروف هو ختم  ملك ميتاني ساوشتاتار Sauštatar ، والذي استخدمه ملوك مختلفون من سلالة ميتاني كختم سلالة.
لقايا من النحت الميتي كشفت على سبيل المثال في نوزي، ألالاخ (تعرف الطبعات من كلا الموقعين)، أوغاريت، بيت شان، آشور، إنكومي (قبرص) والعديد من المواقع الأخرى من قبرص إلى إيران ومنطقة الخليج.

#### الفترة الآشورية الوسطى (حوالي 1390-1000 ق.م)

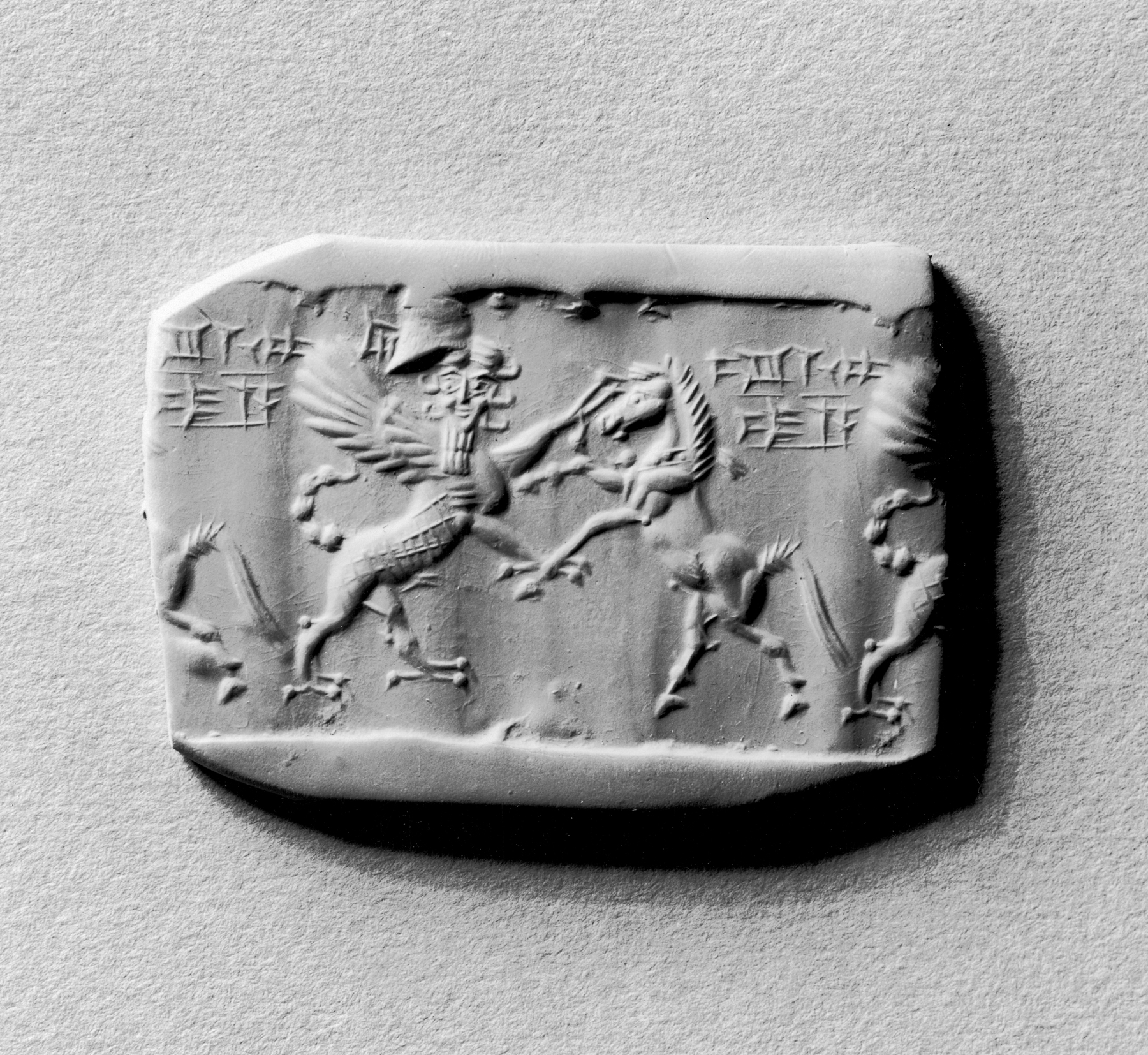
طبعة ختم أسطواني من الفترة الآشورية الأوسطى (القرن 13 ق.م): عفريت(رجل عقرب) يهاجم حصانًا. متحف والترز للفنون ، بالتيمور

على النقيض من نماذج فترة ميتاني التي كانت لا تزال قيد الاستخدام، تظهر الأختام الأسطوانية في الفترة الآشورية الوسطى شيئًا جديدًا: طيور جارحة تشبه العفاريت التي تمسك فريستها بأقدامها الخلفية. مثل هذا التمثيل على الختم الاسطواني لإريبا-اداد الأول (1390-1364)، الذي قاد آشور في النصف الأول من القرن الرابع عشر ق.م لتحقيق استقلالها عن ميتاني. هذه الطيور أصبحت سمة خاصة لأختام اسطوانية من أوائل العصر الآشوري الأوسط.
موضوع التصوير الآخر لهذه الفترة يُظهر الحيوان ، على سبيل المثال أيل يقترب بهدوء من شجرة أو شجيرة. في القرن 13 ق.م تغيرت حركة الحيوان. لم يعد يمشي بهدوء ، ولكنه يقف على ساقيه الخلفيتين أمام شجرة أو شجيرة. تصبح الحركات أكثر وضوحًا على الأختام التي تصور صراع بين الحيوانات. وتكرر نسخ لاحقة مواضيع القرن 13 ق.م. ميزة جديدة أخرى هي زخارف شخصية الذكور ، أحيانًا بأجنحة، وأحيانًا بدون أجنحة، تمسك هذه الشخصيات حيوانًا من قائمتيه الخلفيتين بيد واحدة وتحمل سلاحًا في اليد الأخرى. تنحت حركات الشخصيات والحيوانات بشكل واضح. على عكس الأختام القديمة من الفترتين الكاشية والميتانية، غالبًا ما تترك مناطق الخلفية فارغة في الأختام الآشورية الوسطى ولا تظهر أي زخارف تعبئة.
تشمل المناطق المعروفة لأختام الفترة الآشورية الوسطى آشور، تل الفخيرية، تل الرماح، تل بيلا وتل محمد عرب. صنعت أختام الفترة الآشورية الوسطى من العقيق أو اليشب أو العقيق الأحمر أو الزجاج.

#### الفترة الآشورية الحديثة والبابلية الحديثة (حوالي 1000-612)

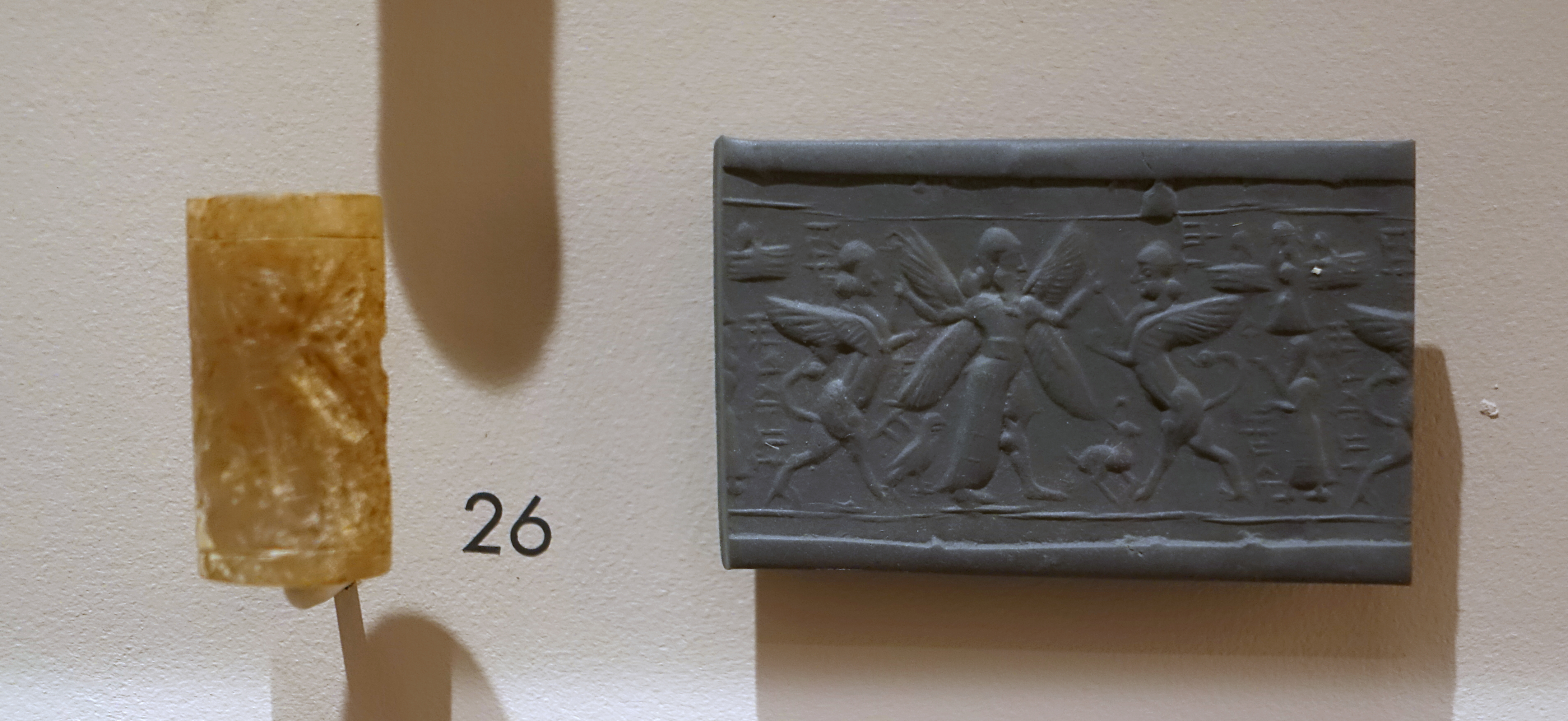
ختم اسطوانى آشوري حديث بمشهد معركة ، متحف هارفارد للسامية ، كامبريدج

ضهر النحت الآشوري الحديث في الفترة من حوالي 1000-600 قبل الميلاد في آشور. المواقع المهمة هي نمرود ونينوى ودور شروكين وآشور.
أهم مواضيع الختم هي الرماة الذين يصطادون الغزلان أو الثيران أو يصارعون الكائنات الهجينة والعفاريت؛ صراع الجن ضد حيوانات أو كائنات هجينة ؛ جن على ما يسمى ب شجرة الحياة؛ عربات ، يصور شاغليها في الحرب أو الصيد ؛ مشاهد شعائر المآدب ؛ وكذلك التعبد لآلهة مختلفة. الزخارف الفردية الشائعة هي الجن وكائنات هجينة ، ما يسمى شجرة الحياة ورموز الآلهة ، بما في ذلك الشمس المجنحة.
هناك أربعة أنماط رئيسية:
النمط الخطي ، مع القليل من الرسم الداخلي (منذ القرن 9 ق.م)، نمط الحفر الكروي ، حيث تتكون الأشكال من ثقوب نصف كروية (القرنان التاسع والثامن ق.م)، نمط التشكيل، الذي يفصل بشكل خاص ويصنع بعناية (غالبًا في مشاهد صراع الحيوان) ونمط الشق والثلم ، الذي تشكل تصويراته من أثلام وشقوق. (القرن 9 - 8 ق.م) 
الرماة في مشاهد الصيد ومشاهد صراع بين جن وحيوانات أو كائنات مختلطة هي أيضًا الموضوعات السائدة للنحت البابلي في هذا الوقت. الأختام البابلية المحفوظة ، في المتوسط ، نصنع بعناية أكبر وبتجسيم أكثر من النسخ المتزامنة من آشور.
منذ القرن الثامن قبل الميلاد تزداد الأختام . الأمر الذي يرتبط بالانتشار المتزايد للأبجدية والبردي  واستمرت الأختام الأسطوانية تستخدم للأغراض الرسمية والأفراد على حد سواء.

#### الفترة البابلية المتأخرة (626-539 ق.م)

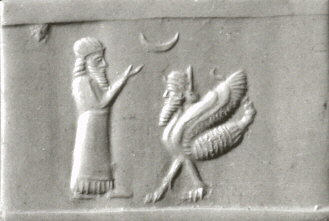
طبعة ختم حديثة لختم من اللازورد من الفترة البابلية المتأخر ، نيويورك ، متحف متروبوليتان للفنون

ظلت الأختام مع مشاهد الصراع الشائعة في العصر البابلي الحديث قيد الاستخدام حتى بعد نهاية الإمبراطورية الآشورية ، عندما استولت بابل على إرثها كمسيطرة في الشرق الأدنى.
تظهر معظم الأختام الأسطوانية القابلة للتأريخ من فترة الإمبراطورية البابلية زخارف مختلفة: مُصلٍ واحد أمام مذابح أو اثنين مزينة برموز إلهية أو آلهة مصورة مجسمة أو كائنات هجينة. جرى تصوير العديد من المصلين برأس عاري، وبالتالي تُفهم عادة على أنهم كهنة. ربما كانت هذه الأختام تنتمي في الغالب إلى الكهنة ، في حين استخدم الأفراد والمجموعات المهنية الأخرى أختام مسطحة. العديد منالأختام الأسطوانية المحفوظة من هذه الفترة مصنوعة من الأحجار الكريمة وبالتالي تثبت أولوية وظيفة التميمة على تلك الخاصة بالختم.
بالإضافة إلى بابل، تم توثيق سيبار وأور كمواقع لأختام الاسطوانية البابلية المتأخرة.

#### الفترة الأخمينية (539-330 ق.م)

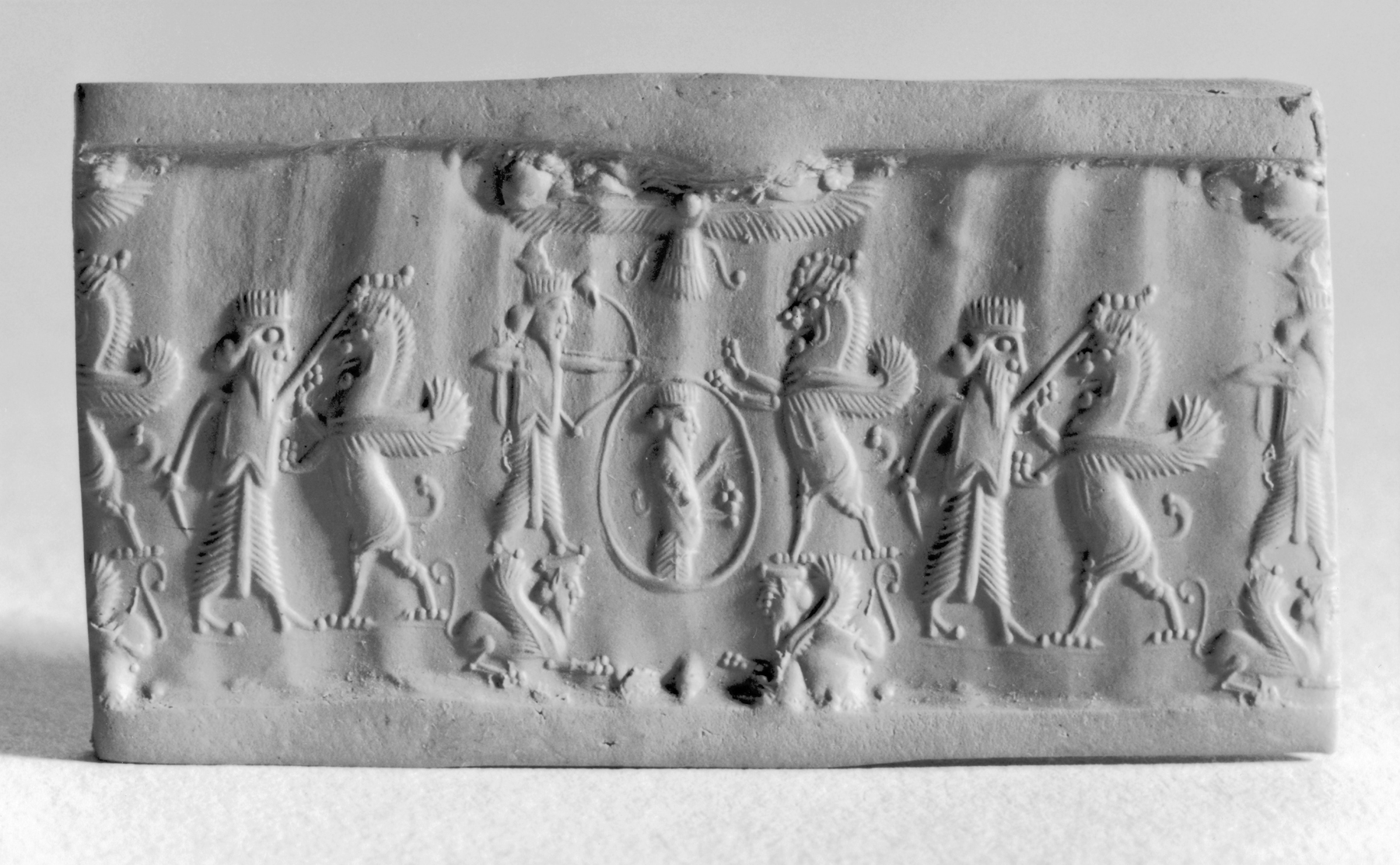
طبعة ختم حديثة من الفترة الأخمينية ، متحف والترز للفنون ، بالتيمور

في الفترة الأخمينية ، على الأقل في بابل وغرب إيران ، استمر استخدام الأختام الاسطوانية كوسيلة لتوثيق الوثائق. يبدو أن معظم هذه الأختام كانت لمسؤولين إداريين ، بينما كان أفراد العامة يستخدمون عادة أختام مسطحة. أكثر الأشكال شيوعًا في الختم الأسطواني الأخميني هو مشهد صراع بين بطل ملكي وحيوان أو حيوانين أو هجين. البطل يرتدي الزي الفارسي وتاج متعدد النتوءات ويحارب بالسيف القصير. قبالته ماشية وأسود وهجين مجنح بجسم أسد ورأس ومخالب طير كقوائم خلفية وقرون ثور. كما يظهر أحيانًا موضوع الرجل في الشمس المجنحة. عدا عن ذلك ، فإن مشاهد الصيد ليست شائعة في هذا الوقت.
العديد من الأختام الاسطوانية من الفترة الأخمينية مصنوعة من الأحجار الكريمة الصلبة نسبيا مثل العقيق الأبيض أو العقيق. اكتشفت معظم العينات من سياق معروف في بابل وغرب إيران والأناضول ، ولكن هناك أيضًا اكتشافات من مقاطعات أخرى من الإمبراطورية وخارجها.

### التصنيع
لم تبقى مشاهد تصويرية لعملية إنتاج الأختام الاسطوانية في الشرق الأدنى القديم. نقش من مصطبة تي في سقارة المصرية (منتصف الالف الثالث ق.م) يُظهر ، وفقًا للكتابة ، صانع الختم أثناء ثقب الختم.اكتشفت أدوات لمعالجة الحجر في بعض المواقع ، والتي ربما تم استخدامها في إنتاج الأختام. وعثر على ورشة عمل كاملة خارج بلاد ما بين النهرين في ماليا على جزيرة كريت. يعود تاريخها إلى الفترة المينوية الوسطى تقدم صورة متماسكة للأدوات التي يمكن أن يستخدمها صانع الأختام في ذلك الوقت (حوالي 1800-1750 قبل الميلاد). في بلاد الرافدين ، الاكتشافات من دقدقة بالقرب من أور هي الأقرب إلى تلك من ماليا. من مجموعة شظايا الفخار والحجر الجيري التي عثر عليها في هذا السياق ولها تصميمات لتمثل ختم اسطواني ، يمكن استنتاج أن ورشة صانع اختام كانت هناك وقد صنع قطع اختبار. إلا أن معظم المعلومات المتعلقة بتصنيع الأختام تحصلت من فحص الأختام الأصلية لتتبع آثار التصنيع. وجرى تقييم كل من الصور المجهرية للأختام نفسها وكذلك المصبوبات المصنوعة لها من السيليكون.
لإنتاج الأختام الأسطوانية المصنوعة من الحجر ، جرى أولاً تشكيل المواد الخام على شكل مكعبات طولية ثم إلى شكل أسطواني. وقبل نقش سطح الختم، صنع بالعموم الثقب الطولي للختم، إذ كان من المتوقع حدوث تلف في قطعة العمل في هذه الخطوة. حُفر الثقب في الألف الرابع والثالث ق.م بمثقب من الصوان، من الفترة الاكدية تظهر أيضًا مثاقب معدنية ، والتي كانت قادرة على اختراق الأحجار الأكثر صلابة بمساعدة مواد تزيد الاحتكاك وتسهل الثقب (اكسيد سامور موثّق أثريًا).
استخدامت أدوات وطرق مختلفة لنقش صورة الختم. النقش باليد الحرة بازميل من الحجر أو المعدن يخلق خطوطًا بسماكة غير منتظمة. يمكن إنشاء خطوط مستقيمة بسماكة محددة بمبرد، ولكن ليس بالتوازي مع المحور الطولي لاسطوانة الختم. بمساعدة ما يسمى المثقب الكروي يمكن حفر تجاويف على شكل نصف كرة بأحجام وأعماق مختلفة. ربما كان هذا المثقب يعمل بقوس يقوي حركته في الثقب. ثبت استخدام عجلة البرد، التي تُمكن من نحت خطوط بأي طول وأي اتجاه ، على أقصى تقدير من الفترة البابلية القديمة. وفقط في الالف الأول ق.م أثبت استخدام المثقب المجوف. عادة ، جرى استخدام العديد من التقنيات المذكورة لصنع ختم. وغالبًا زالت آثار العمل والأدوات أو تغير شكلها من خلال عملية معالجة وتحسين صور الختم.
في الفترات التي تكون فيها حالة انتقال القطع جيدة ، يمكن أيضًا ملاحظة اتغييرات قصيرة المدى نسبيًا في تكنولوجيا إنتاج. للفترة البابلية القديمة ، قدمت لمياء الكيلاني على سبيل المثال وصفًا لتغيير في التكنولوجيا ، والذي ربما يعزى لتغير الحاكم.

### الاستعمال
اسخدمت الأختام الاسطوانية لختم أوعية النقل والتخزين ، وأيضًا للأبواب. وبالتالي ، بالإضافة إلى جانب التوثيق، يمكنها أيضًا توفير معلومات حول المرسل أو المحتوى ، علاوة على ذلك ، استخدمت أيضًا في الإدارة للتحقق من الوثائق المكتوبة ، التي يمكن مقارنتها بالتوقيع اليوم.
في القطاع الخاص ، استخدمت الأختام أيضًا كقلادة ، إذ يعزى لها تأثيرًا سحريًا كذلك ، ومعظمها حماية ووقاية من الشر. كانت الأختام حيازة شخصية بحيث لم تنقل عادة بعد وفاة صاحبها ، ولكن بدلاً من ذلك دفنت مع مالكها في القبر.
يمكن افتراض أن الأختام الأسطوانية هي اختراع للنظام الإداري وقد تطورت بالتوازي مع عناصر التحكم الأخرى في الاقتصاد ، مثل القطع الدالة (Token) المستخدمة في العد ، وكذلك حاويات الطين المجوفة (Bullen) وألواح الطين. أدى تزايد عدد السكان في فترة أوروك والتجارة في المناطق النائية إلى زيادة هائلة في السلع التي يجب إدارتها. في الألف الثالث ق.م تختفي حاويات الطين والقطع الدالة الطينية، إلا أن الأختام الأسطوانية بقيت تستعمل.
نظرًا لأن الأختام المسطحة التقليدية لم تكن كبيرة بما يكفي لاستيعاب التنوع المتزايد من الزخارف وأن الأختام المسطحة الأكبر لم تكن عملية للاستخدام على الأوعية أو السدات المنحنية ، جرى اعتماد الأختام الأسطوانية، لأنها تقدر على إعادة إنتاج التراكيب في شكل من أشكال السرد وتطبيق أنماط متكررة ببساطة..

## مصر

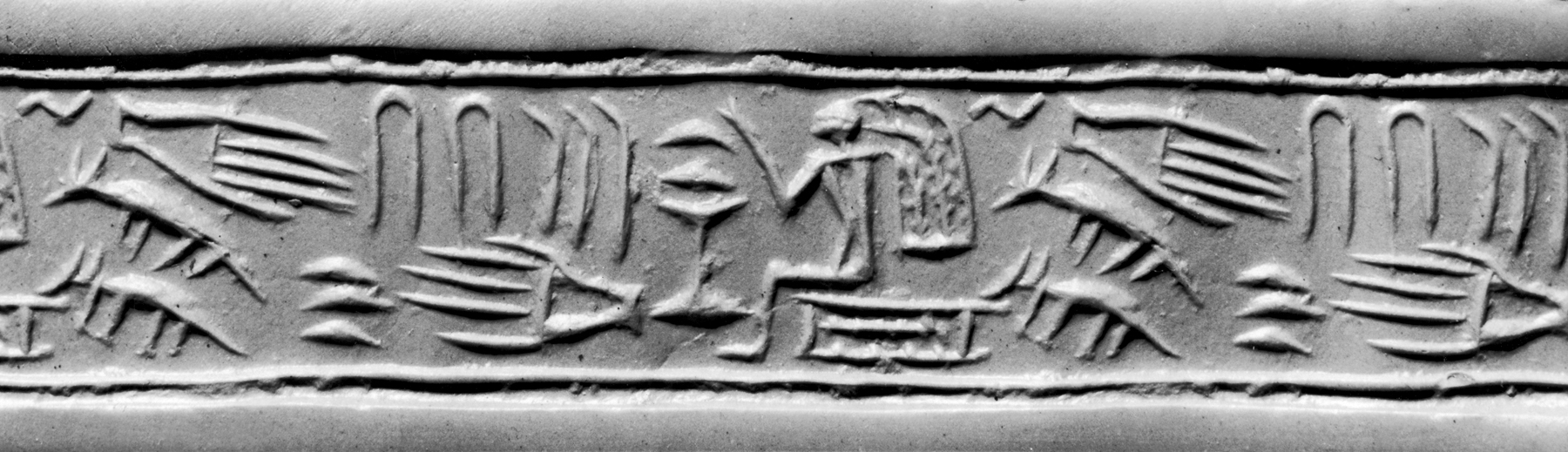
طبعة حديثة لختم اسطواني من عصر الأسر المصرية المبكرة، حوالي 3100-2900 ق.م ، متحف والترز للفنون ، بالتيمور

أقدم الأختام الأسطوانية الموجودة في مصر اكتشفت في مقابر من فترة نقادة الثانية (حوالي 3300 قبل الميلاد) وهي مستوردة من جنوب بلاد ما بين النهرين. تعرف أختام الاسطوانات المنتجة محليًا لأول مرة في عهد السلالتين الأوليين من عصر الأسر المصرية المبكرة، والتي استخدمت لختم الأوعية. يظهر على هذه الأختام اسم ولقب المسؤول بالهيروغليفية.
المساحة المختومة صغيرة جدًا في عصر المملكة القديمة لدرجة أن الأختام الأسطوانية تفسح المجال لأختام مسطحة في نهاية المملكة القديمة. أهم الأختام الاسطوانية هي ما يسمى «الأختام الرسمية»، ويظهر نقشها الكتابي صلة بين الألقاب الوظيفية الرسمية واسم حورس للملك الحاكم. في حالة تغيير المنصب ينتقل الختم الرسمي للموظف الخلف ، بينما يفقد الختم الرسمي صلاحيته في حالة تغيير الحكومة.
في المملكة القديمة ، حظر الملك الأختام الأسطوانية ذات الأسماء الخاصة ، والتي كانت شائعة في الأيام الأولى. استخدم الأفراد الخاصة في المملكة القديمة الأختام الأسطوانية بتصويرات شخصيات للختم فقط، في حين استعملت كتعويذات أختام خاتم الاسم مع الخواتم الملكية بدلاً من اسم حورس . في الدولة الوسطى، زاحمت أختام الموظفين أختام إدارية ، وهي أختام مسطحة أكبر. في نفس الوقت الذي أصبحت فيه الجعران مهمة في المملكة الوسطى ، أصبح وضع العلامات التفصيلية والتوضيحة مهمًا للأختام الأسطوانية.. قبل الدولة الوسطى ، كانت زخارف الأختام الأسطوانية بخطوط تقسيم بسيطة، وتهشيرات متصالبة، وخيوط، ومنذ الفترة الانتقالية الثانية تظهر اللوالب والشرائط المضفرة بشكل أكثر تكرارًا. وتصور شخصيات الملوك والآلهة بارتفاع الختم كاملًا .
يميل عدد الأختام الأسطوانية إلى الانخفاض بعد الأسرة الثامنة عشرة، ونادرا ما تظهر حتى الأسرة 26. صُنعت الأختام الأسطوانية المصرية من الخشب والعظام والعاج والطين والفاينس والخزف والحجر مثل السربنتين أو الستيتيت والمعدن. وامكن ارتداؤها كعقد بسحب سلك مزين باللؤلؤ من خلال فتحة الختم الاسطواني. كانت الأختام المسطحة هي الأختام السائدة في مصر القديمة وليس الأختام الأسطوانية. استخدمت الجعران على وجه الخصوص - تمثيل ثلاثي الأبعاد للجعل المقدس سطحه السفلي محفورًا بتمثيلات أو نقوش - بشكل أساسي كختم في المملكة الوسطى والفترة الانتقالية الثانية.

## المؤلفات
- Vassilis L. Aravantinos : المتحف الأثري في طيبة . مؤسسة جون س. لاتسيس للمنفعة العامة ، أثينا 2010، ISBN 978-960-89339-8-9 (عبر الإنترنت نسخة محفوظة 3 مايو 2019 على موقع واي باك مشين.).
- راينر مايكل بوهمر: تطور Glyptics خلال فترة العقاد (= دراسات في علم الأشوريات وآثار الشرق الأدنى. المجلد 4). de Gruyter ، برلين 1965، ISBN 3-11-000101-2 .
- مارك أ. براندز: فك الأختام من طبقات المباني القديمة في أوروك-واركا (= فرايبورغ الدراسات الشرقية القديمة. المجلد 3). شتاينر ، فيسبادن 1979.
- دومينيك كولون: الانطباعات الأولى. أختام الاسطوانة في الشرق الأدنى القديم . منشورات المتحف البريطاني ، لندن 1987، ISBN 0-7141-1121-X .
- دومينيك كولون: أختام الشرق الأدنى . منشورات المتحف البريطاني ، لندن 1990، ISBN 0-7141-2072-3 .
- دومينيك كولون: فهرس الأختام الغربية الآسيوية في المتحف البريطاني 5. أختام الاسطوانة ، العصور الآشورية الجديدة والبابلية الجديدة. مطبعة المتحف البريطاني ، لندن 2001، ISBN 0-7141-1147-3 .
- أندريه ديسين: ماليا. البحث في الأحياء الرباعية . في: نشرة المراسلات hellénique. المجلد 81، 1957، ص 693-695 (عبر الإنترنت).
- هنري فرانكفورت: أختام اسطوانة. مقال وثائقي عن فن ودين الشرق الأدنى القديم. جريج ، لندن 1939.
- لمياء الجيلاني: دراسات في التسلسل الزمني والأسلوب الإقليمي للأختام الاسطوانية البابلية القديمة. في: مكتبة بلاد ما بين النهرين. المجلد 23، 1988، ص 53-57.
- ليونارد جوريليك ، أ. جون جوينيت: Minoan vs. أختام بلاد ما بين النهرين: طرق المقارنة في التصنيع. في: العراق المجلد 54، 1992، ص 57-64.
- مارثا هاوسبيرجر: المشهد التمهيدي. تطوير فكرة بلاد ما بين النهرين من العهد الأكادي القديم حتى نهاية العصر البابلي القديم (= دراسات الشرق الأدنى في ميونيخ. المجلد 11). بروفايل ، ميونخ 1991.
- سوزان هيربوردت: صور اشورية جديدة من الثامن إلى السابع القرن ما قبل الميلاد قبل الميلاد ، مع اهتمام خاص للأختام على الألواح وأقفال النغمة (= أرشيف الدولة لدراسات آشور. الجزء 1). مشروع كوربوس النص الآشوري الجديد ، هلسنكي 1992.
- بيتر كابلوني: ختم الاسطوانة. في: معجم المصريات. المجلد 5: بناء الأهرامات - الأواني الحجرية. Harrassowitz ، Wiesbaden 1984، ISBN 3-447-02489-5، الأعمدة 294-300.
- روجر مورى: المواد والصناعات القديمة في بلاد ما بين النهرين: الدليل الأثري . آيزنبراونز ، بحيرة وينونا 1999، ISBN 1-57506-042-6 .
- أورسولا مورجات-كورينس: sv "Glyptik"، المعجم الحقيقي لآشور وعلم الآثار في الشرق الأدنى. المجلد 3، دي غرويتر ، برلين / نيويورك ، 1957-1971، ص 446-462.
- Adelheid Otto : الأختام ولفائف الختم . الحفريات في تل بيا / توتول الرابع. (= المنشورات العلمية لجمعية المشرق الألماني. المجلد 104)، ساربروكر Druckerei und Verlag ، ساربروكن 2004، ISBN 3-930843-90-0
- هولي بيتمان: أختام الأسطوانة والجعران في الشرق الأدنى القديم. في: جاك م. ساسون (محرر.) حضارات الشرق الأدنى القديم. الناشرون هندريكسون ، كتلة بيبودي. 2000، ISBN 1-56563-607-4، ص 1589-1604.
- Edith Porada : ختم انطباعات Nuzi (= سنويًا للمدارس الأمريكية للبحث الشرقي. المجلد 24)، نيو هافن 1947.
- إديث بورادا: أختام الأسطوانة الموجودة في طيبة في بويوتيا. في: أرشيفات للبحوث الشرقية ، المجلد 28، 1981/82، ص 1 - 70.
- جان كلود بورسات: Fouilles exécutées à Mallia: Le quartier Mu. Artisans minoens: les maisons-ateliers du Quartier Mu (= Etudes crétoises. المجلد 32). Ecole française d'Athènes ، باريس 1996، ISBN 2-86958-081-9 .
- كارين روهن: أختام بلاد ما بين النهرين المنقوشة في فترة الأسرات المبكرة والعقدة (= Orbis Biblicus et Orientalis ، سلسلة علم الآثار. المجلد 32). الصحافة الأكاديمية ، فريبورج / فاندينهويك وروبريخت ، غوتنغن 2011، ISBN 978-3-525-54372-6 .
- بيت سالي : «النمط المشترك» لميتاني غليبتيك وغليبتيك في بلاد الشام وقبرص في العصر البرونزي المتأخر. (= بحث بغداد. المجلد 11). فون زابيرن ، ماينز 1990، ISBN 3-8053-1219-9 .
- جودرون سيلز: مشهد الولائم. تطوير صورة مصورة «لكل زمان» في بلاد ما بين النهرين من الأسرات الأولى إلى فترة العقاد (= فرايبورغ الدراسات الشرقية القديمة. المجلد 11). شتاينر ، فيسبادن 1983.
- Diana L. Stein: أرشيف wailwa-Teššup. Harrassowitz ، Wiesbaden 1993، ISBN 3-447-03200-6، العدد 8/9: انطباعات الختم.
- Ralf-Bernhard Wartke : مواد منع التسرب وتقنيات تصنيعها. في: إيفلين كلينجيل براندت (محرر.): مزود بسبعة أختام. الختم في اقتصاد وفن الشرق الأدنى القديم. فون زابيرن ، ماينز 1997، ص 41-61.
- إيرين جيه وينتر: وعاء حسنلو الذهبي: بعد ثلاثين عامًا. في: إكسبيديشن. المجلد 31 / 2-3، 1989، ص 87-106.
- ليونارد وولي: حفريات أور السابع: الفترة البابلية القديمة. منشورات المتحف البريطاني ، لندن / فيلادلفيا 1976، ISBN 0-7141-1087-6 .

## روابط إنترنت
http://www.rbmason.ca/seals.html

## حواشي
1. ↑  Mark A. Brandes: Siegelabrollungen aus den archaischen Bauschichten in Uruk-Warka. Wiesbaden 1979, S. 27–39.
2. ↑  D. Collon: First Impressions: Cylinder Seals in the Ancient Near East. London 1987, S. 15.
3. ↑  U. Moortgat-Correns: Glyptik. In: Reallexikon der Assyriologe und Vorderasiatischen Archäologie. Band 3, Berlin/ New York 1957–1971, S. 457.
4. ↑  D. Collon: First Impressions: Cylinder Seals in the Ancient Near East. London 1987, S. 20–23.
5. ↑  G. Selz: Die Bankettszene. Entwicklung eines "überzeitlichen" Bildmotivs in Mesopotamien von der frühdynastischen bis zur Akkad-Zeit. Wiesbaden 1983.
6. ↑  K. Rohn: Beschriftete mesopotamische Siegel der Frühdynastischen und der Akkad-Zeit. Göttingen 2011, S. 53–54.
7. ↑  D. Collon: First Impressions: Cylinder Seals in the Ancient Near East. London 1987, S. 35.
8. ↑  R. M. Boehmer: Die Entwicklung der Glyptik während der Akkad-Zeit. Berlin 1965, S. 194 → Abbildung.
9. ↑  D. Collon: First Impressions: Cylinder Seals in the Ancient Near East. London 1987, S. 32.
10. ↑  R. M. Boehmer: Die Entwicklung der Glyptik während der Akkad-Zeit. Berlin 1965, S. 8.
11. ↑  M. Haussperger: Die Einführungsszene. Entwicklung eines mesopotamischen Motivs von der altakkadischen bis zum Ende der altbabylonischen Zeit. München 1991.
12. ↑  R. M. Boehmer: Die Entwicklung der Glyptik während der Akkad-Zeit. Berlin 1965, S. 49.
13. ↑  D. Collon: First Impressions: Cylinder Seals in the Ancient Near East. London 1987, S. 35–40.
14. ↑  D. Collon: First Impressions: Cylinder Seals in the Ancient Near East. London 1987, S. 113–116.
15. ↑  D. Collon: First Impressions: Cylinder Seals in the Ancient Near East. London 1987, S. 44.
16. 1 2  D. Collon: First Impressions: Cylinder Seals in the Ancient Near East. London 1987, S. 58.
17. ↑  "BM89853". اطلع عليه بتاريخ 2017-07-01.
18. ↑  "Kassitisches Rollsiegel mit gerahmtem Kreuz". اطلع عليه بتاريخ 2018-09-01.
19. ↑  Abbildung siehe unter "Minoans International Trade". اطلع عليه بتاريخ 2017-07-01. "نسخة مؤرشفة". مؤرشف من الأصل في 2020-06-08. اطلع عليه بتاريخ 2020-06-08.{{استشهاد ويب}}:  صيانة الاستشهاد: BOT: original URL status unknown (link)
20. ↑  V. Aravantinos: The Archaeological Museum of Thebes. Athen 2010, S. 82.
21. ↑  D. Collon: Near Eastern Seals. London 1990, S. 34.
22. ↑  E. Porada: Seal Impressions of Nuzi. New Haven 1947.
23. ↑  Diana L. Stein: Das Archiv des Šilwa-Teššup. Heft 8/9: The Seal Impressions. Wiesbaden 1993, S. 80–81; B. Salje: Der 'Common Style' der Mitanni-Glyptik und die Glyptik der Levante und Zyperns in der Späten Bronzezeit. Mainz 1990, S. 163–164.
24. ↑  B. Salje: Der 'Common Style' der Mitanni-Glyptik und die Glyptik der Levante und Zyperns in der Späten Bronzezeit. Mainz 1990, S. 92–94.
25. ↑  Irene J. Winter: The 'Hasanlu Gold Bowl': Thirty Years Later. 1989, Abbildung 18
26. ↑  D. Collon: First Impressions: Cylinder Seals in the Ancient Near East. London 1987, S. 65–69.
27. ↑  S. Herbordt: Neuassyrische Glyptik des 8.-7. Jh. v. Chr., unter besonderer Berücksichtigung der Siegelungen auf Tafeln und Tonverschlüssen Helsinki 1992, S. 6–32.
28. ↑  S. Herbordt: Neuassyrische Glyptik des 8.-7. Jh. v. Chr., unter besonderer Berücksichtigung der Siegelungen auf Tafeln und Tonverschlüssen Helsinki 1992, S. 71–96; D. Collon: Catalogue of the Western Asiatic Seals in the British Museum 5. Cylinder Seals, Neo-Assyrian and Neo-Babylonian Periods. London 2001, S. 39–153.
29. ↑  D. Collon: Catalogue of the Western Asiatic Seals in the British Museum 5. Cylinder Seals, Neo-Assyrian and Neo-Babylonian Periods. London 2001, S. 6–18.
30. ↑  D. Collon: First Impressions: Cylinder Seals in the Ancient Near East. London 1987, S. 80–83.
31. ↑  D. Collon: First Impressions: Cylinder Seals in the Ancient Near East. London 1987, S. 77.
32. ↑  D. Collon: First Impressions: Cylinder Seals in the Ancient Near East. London 1987, S. 83.
33. ↑  D. Collon: First Impressions: Cylinder Seals in the Ancient Near East. London 1987, S. 90.
34. ↑  D. Collon: First Impressions: Cylinder Seals in the Ancient Near East. London 1987, S. 93.
35. ↑  R. Moorey: Ancient Mesopotamian Materials and Industries: The Archaeological Evidence. Winona Lake 1999, S. 104.
36. ↑  A. Dessenne: Mallia. Recherches dans les quartiers d'habitation. 1957.
37. ↑  Jean-Claude Poursat: Fouilles exécutées à Mallia: Le quartier Mu. Artisans minoens: les maisons-ateliers du Quartier Mu. Paris 1996, S. 103–110, Tafel 41–49.
38. ↑  L. Woolley: Ur Excavations VII: The Old Babylonian Period. London/ Philadelphia 1976, S. 86.
39. ↑  L. Gorelick, A. J.Gwinnet: Minoan vs. Mesopotamian Seals: Comparative Methods of Manufacture. 1992.
40. ↑  Ralf-Bernhard Wartke: Materialien der Siegel und ihre Herstellungstechniken. Mainz 1997, S. 51.
41. ↑  Ralf-Bernhard Wartke: Materialien der Siegel und ihre Herstellungstechniken. Mainz 1997, S. 52.
42. ↑  Zu den verwendeten Methoden s. Ralf-Bernhard Wartke: Materialien der Siegel und ihre Herstellungstechniken. Mainz 1997, S. 54–58 und D. Collon: First Impressions: Cylinder Seals in the Ancient Near East. London 1987, S. 100–104.
43. ↑  L. al-Gailani Werr: Studies in the Chronology and Regional Style of Old Babylonian Cylinder Seals. 1988.
44. 1 2  H. Pittman: Cylinder Seals and Scarabs in the Ancient Near East. Peabody Mass. 2000, S. 1601.
45. ↑  P. Kaplony: Rollsiegel. Wiesbaden 1984, Spalten 294f.
46. ↑  P. Kaplony: Rollsiegel. Wiesbaden 1984, Spalten 295.